# Ungdomskultur

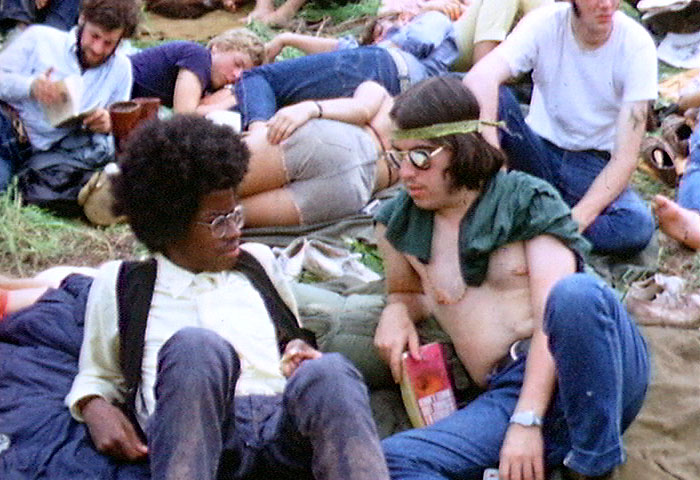
Hippies vid Woodstockfestivalen, 1969

Ungdomskultur är en ungdomsbaserad subkultur som avviker från samhällets övriga normer och värderingar genom en kulturell yttring. Genom olika symboler, stilar och ritualer markerar man en särskild samhörighet inom gruppen som innefattar en gemensam ställning till utomstående levnadsregler och makthavande institutioner, oftast med en oppositionell yttring. Ungdomskultur förknippas ofta med en typ av konsumtion när det gäller fritidsaktivitet, musik och mode som används som medel för att markera och stärka gruppidentitet. Ofta förstärks identiteten genom att utforska eller överskrida gränser.

## Utvecklandet av ungdomskulturer
Tilltagandet av ungdomskulturer utvecklas och förändras ständigt som en produkt av samhällets modernisering och globalisering. Många av de tidiga ungdomskulturerna, som exempelvis mods och raggare, har en direkt anknytning till klasskultur. Efter andra världskriget stod USA som en av stormakterna med ett stort politiskt och auktoritärt maktinnehav som begränsade medborgerliga rättigheter, bland annat genom stränga censurlagar och ett förakt mot kommunismen. Samtidigt rådde en högkonjunktur i landet där bland annat massproduktion av konsumentvaror blev en allt vanligare verksamhet och tidigare ansedda lyxprodukter spred sig till allt fler. Under den här tiden av framväxt har många av våra samtida ungdomskulturella fenomen fått sin grund, bland annat Rock 'n' roll, biografer, bilar och tv-apparater. Nya livsstilar och intresseområden formas utifrån de nya fenomenen och samhället betraktar nu för första gången tonåren som ett accepterat mellanskede mellan att vara barn och vuxen. I 1960-talets England inföll den så kallade Brittiska vågen där popartister som The Beatles och The Rolling Stones låg i spetsen för främjandet av ungdomskulturens framfart och toppade hitlistorna i flera länder, bland annat USA och Sverige. Detta la grunden för en rockkultur som skulle ebba ut allt mer under 1970-talet och bidra en hel del till utvecklandet av en rad olika rockgenrer, så som glamrock, konceptrock, hårdrock, heavy metal och den revolterande punken.
Den forskningsstudie som växte fram i Storbritannien under 1970-talet vid universitetet i Birmingham har bidragit mycket till vår syn på ungdomliga subkulturer och har gett en djupare förståelse för dess bakgrundsfaktorer och framväxt. För att förstå och skilja på ungdomsgruppernas unika drag och innebörd delade man upp forskningen i två huvudgrupper; motkultur och subkultur. Forskningen ställde klasskillnader i stort fokus. Motkulturerna har sina rötter i medelklassen, dit räknas bland annat hippierörelsen. Uttrycket för en motkultur är oftast av en samhällsbrytande karaktär där man öppet går emot den dominerande kulturen och istället sporrar nya alternativa livsformer. Subkulturerna har istället sina rötter i arbetarklassen där mods, rockers och skinheads utgör några av de tidigt utvecklade ungdomskulturerna. Subkulturerna är mer bundna till arbetsvillkorliga konflikter och uttrycker sig främst genom att skapa egna stilar med klädkoder, musik och slang.

## Symbolanvändning och stilar
Med hjälp av symboler kan man sammansätta och skapa en viss stil som bidrar till ett starkare gruppkollektiv och identitet. Symboler innebär ofta att man genom något konkret och påtagligt vill framföra något abstrakt och diffust. För en ungdomskultur kan detta handla om att man genom bland annat olika klädkoder, språk och musikgenrer uttrycker en åsikt eller ett politiskt ställningstagande. Den gemensamma sammansättningen av olika symboler är dels ett sätt att stärka gruppens upplevelse av att tillhöra samma kollektiv och skapa en association till detta, dels också ett sätt att särskilja sig från andra grupper och utöva motstånd mot maktstrukturer. Stilen som symbolerna tillsammans utgör har ett estetiskt och kreativt uttryck.
Forskare på Birminghamskolan menar att det vi kallar vardagshandlingar egentligen också är symboliska och kommenterar det samtida samhälle vi lever i. Unga människor som växer upp i ett ständigt föränderligt samhälle har behov av att bearbeta sociala, psykiska, kulturella och existentiella frågor och detta görs genom kulturella och symboliska uttryck. Uttrycken blir på så vis produkter av det mänskliga handlandet.

## Sociologi och psykologi
Inom sociologin använder man ofta det psykoanalytiskt traditionella begreppet adolescens för att beskriva tonårsfasen och dess fysiska och psykologiska förändringar. Den här perioden innebär enligt utvecklingspsykologin en slags identitetskris där den unge tacklar steget från att vara tonåring till att betraktas som vuxen. Perioden brukar infinna sig ungefär i åldern 16-20 och ligger mellan puberteten och vuxenlivet. Under adolescensen utvecklas förmågan att resonera kritiskt och bilda sig egna ställningstaganden när det gäller moraliska, politiska och ideologiska frågor. Denna period präglas av en ökad psykologisk integration och en frigörelse sig från föräldrar i samband med att individen blir friare att välja själv. Man experimenterar med identiteter och strävar efter ett oberoende från föräldrar och annat som kan upplevas som auktoritärt. I experimenterandet testas gränser, och gränsöverskridanden kan ses som statushöjande för andra i ungdomsgruppen.
I ett gruppmedlemskap ges möjligheten att tillsammans med andra utveckla en identitet. För individen innefattar detta både en socialisationsprocess och en individuationsprocess. Socialisation är den process där individen införlivar gruppens kollektiv och värderingar i sitt eget tycke, och individuation innefattar den process där individen genom sin nyblivna identitet utvecklar ett sätt att förhålla sig till andra människor och grupper.

## Exempel på ungdomskulturer
- Emo
- Grunge
- Indie
- Hårdrock
- Rock 'n' roll
- Punk
- Mods
- Aktivist
- Lajvare
- Hippies
- Parkour
- Raggare
- Fjortis
- Straight edge